# Hiéroglyphe égyptien P1A
Le hiéroglyphe égyptien P1A (bateau retourné) est classifié dans la section P « Bateaux et parties de bateaux » de la liste de Gardiner ; il y est noté P1A.

## Représentation
Il représente un bateau avec un siège, naviguant sur un plan d'eau (P1, bateau sur l'eau à l'envers).

## Utilisation
| p · n · a | P1A |

| p · n · a | P1A |

| P1 |

| P1 |